# Dora Budor
Dora Budor (Zagreb, 1984) es una artista croata que vive y trabaja en Nueva York. Su trabajo ha sido exhibido extensamente en Estados Unidos y Europa.

## Biografía
Budor nació en Zagreb, Croacia y vivió ahí hasta que completó su licenciatura en Estudios de Arquitectura (2003-2005) y una maestría en Diseño por parte de la Facultad de Arquitectura de la Universidad de Zagreb (2003-2008). Budor se mudó a Nueva York en 2009, donde estudió Artes Visuales con especialización en nuevos medios a nivel de posgrado en la escuela de arte de Columbia University en 2012.

## Obra
Budor crea instalaciones, ambientes y esculturas que a través de escenografías atmosféricas recuerdan y hacen referencia a momentos y experiencias cinematográficas. La artista explora historias relacionadas al cine y la arquitectura con el objetivo de entremezclar conceptos de realidad y ficción en nuevos ecosistemas. Su obra frecuentemente incluye decorados, efectos especiales y restos históricos de arquitectura utópica. Budor coloca las historias de estos objetos encontrados dentro de nuevas narrativas, evocando así formas improbables de la memoria y la conexión emocional del espectador.
La obra de Budor ha sido expuesta internacionalmente. Su primera exposición individual en un contexto institucional estadounidense fue en 2015 en el Swiss Institute de Nueva York. La muestra titulada Spring incluía esculturas hechas por Budor que mostraban decorados originales de películas de ciencia ficción como El quinto elemento y Johnny Mnemonic. Ese mismo año también participó en la exposición Inhuman en el Fridericianum de Kassel. En 2016 Budor exhibió un ambiente inmersivo titulado Adaptation of an Instrument en la exposición grupal Dreamlands: Immersive Cinema and Art, 1905–2016 curada por Chrissie Iles en el Whitney Museum de Nueva York. En 2017 la sección de proyectos de la feria de arte Frieze en Nueva York incluyó su performance Manicomio! y su escultura pública The Forecast (New York Situation) estuvo instalada durante un año en el High Line de Nueva York como parte de la exposición Mutations. En 2018 contribuyó a la 13th Baltic Triennial: Give up the Ghost con una instalación in situ en el Contemporary Art Centre (CAC) en Vilna, Lituania.
Ha participado en numerosas exposiciones institucionales en espacios como el Louisiana Museum of Modern Art (Dinamarca), Palais de Tokyo (París), David Roberts Art Foundation (Londres), La Panacee (Montpellier), Aïshti Foundation (Beirut), Museum of Contemporary Art (Belgrado), K11 Art Museum (Shanghái), Fridericianum (Kassel), Halle für Kunst & Medien (Graz), 9th Berlin Biennial (Berlín), Vienna Biennale (Viena), y Art Encounters 2017 (Timișoara).
Budor recibió becas por parte de la Rema Hort Mann Foundation en 2014 y la Pollock Krasner Foundation en 2018. En 2019, fue premiada con el Guggenheim Fellowship for Creative Arts.

## Selección de exposiciones
- I am Gong, Kunsthalle Basel, Suiza, 2019
- Benedick, or Else, 80WSE Gallery, NYU, Nueva York, 2018
- Baltic Triennial 13, Give up the Ghost, Contemporary Art Centre (CAC), Vilna, Lituania, 2018
- Casa Tomada, Ciudad de México, México, 2018
- Crash Test, La Panacée, Montpellier, 2018
- The Trick Brain, Aïshti Foundation, Beirut, Líbano, 2017
- Being There, Louisiana Museum of Modern Art, Dinamarca, 2017
- Art Encounters 2017: Life a User's Manual, Timișoara, Rumania, 2017
- Biennial of Contemporary Image / Mois de la Photo, Montreal, Canadá, 2017
- (X) A Fantasy, David Roberts Art Foundation, Londres, Reino Unido, 2017
- Fade In 2: EXT. Modernist Home – Night, Museum of Contemporary Art, Belgrado, Serbia, 2017
- Le Rêve des formes, Palais de Tokyo, París, Francia, 2017
- Artificial Tears, Vienna Biennale 2017, MAK museum, Viena, Austria, 2017
- Mutations, High Line Art, Nueva York, Estados Unidos, 2017
- After Us, K11 Art Museum, Shanghai, China, 2017
- Ephemerol, Ramiken Crucible, Nueva York, Estados Unidos, 2016
- Dreamlands: Immersive Cinema and Art, 1905–2016, Whitney Museum of American Art, Nueva York, Estados Unidos, 2016
- Streams of Warm Impermanence, David Roberts Art Foundation, Londres, Reino Unido, 2016
- 9th Berlin Biennale, KW Institute for Contemporary Art, Berlín, Alemania, 2016
- Spring, Swiss Institute, Nueva York, Estados Unidos, 2015
- Inhuman, Fridericianum, Kassel, Alemania, 2015
- DIDING – An Interior That Remains an Exterior?, Künstlerhaus / Halle für Kunst & Medien (KM–), Graz, Austria, 2015